# 屏边半蒴苣苔
屏边半蒴苣苔（学名：Hemiboea pingbianensis）为苦苣苔科半蒴苣苔属下的一个种。